# Hübschhorn
Das Hübschhorn ist ein 3192 m ü. M. hoher Berg in der Schweiz im Kanton Wallis. Der Berg gehört zur Leone-Gruppe und er bildet die östliche Flanke des Simplonpasses. Auf dem Gipfel des Hübschhorns hat die Stiftung für Gipfelkreuze am  5. Juli 1994 ein Kreuz errichtet.

## Erreichbarkeit
Das Hübschhorn kann zum Beispiel vom Simplonpass über den südwestlichen Grat des Berges in einer ca. dreistündigen, anspruchsvollen Wanderung erreicht werden.

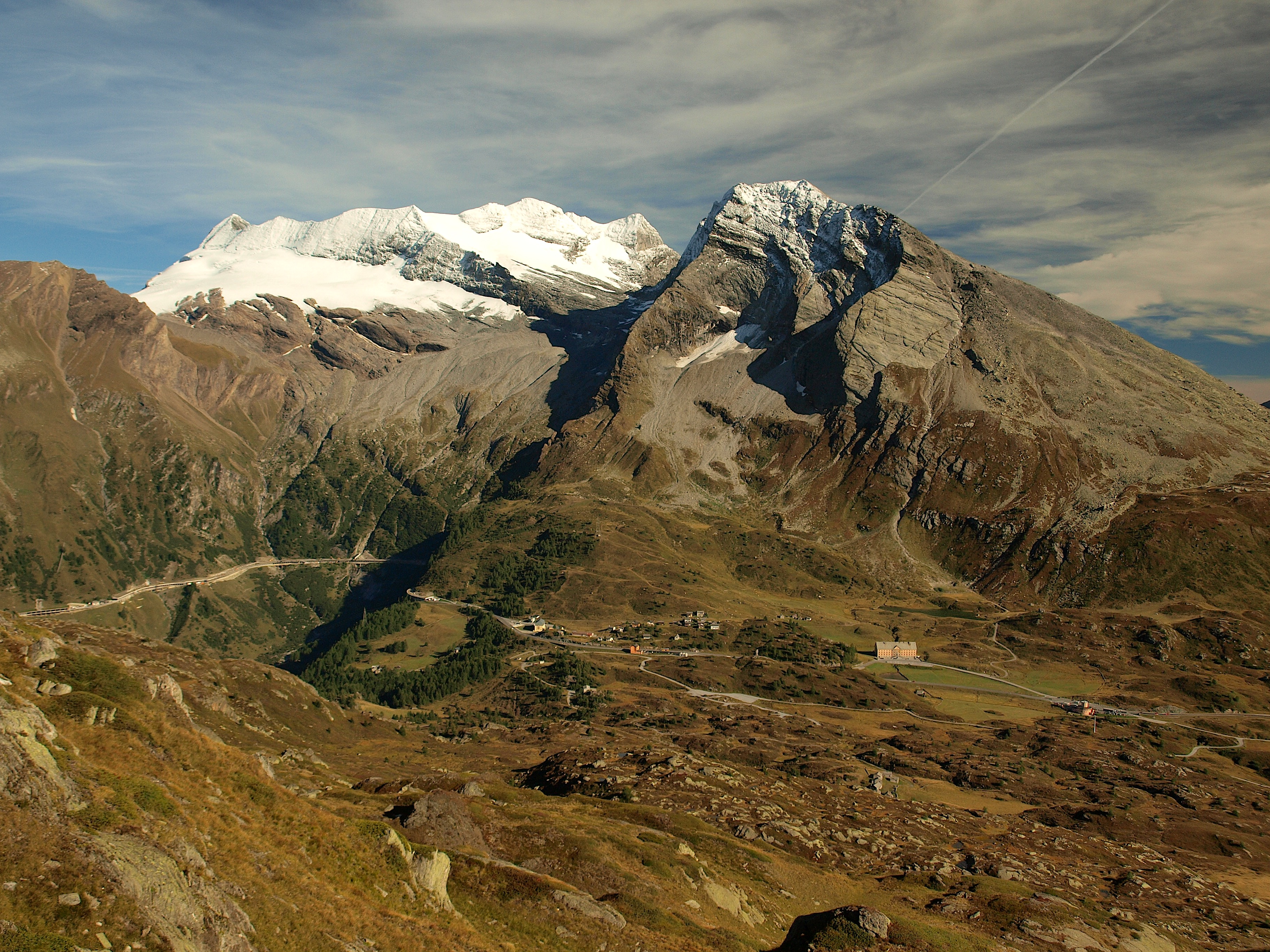
Simplonpass mit Monte Leone und Hübschhorn (rechts)